# Buellas
Buellas är en kommun i departementet Ain i regionen Auvergne-Rhône-Alpes i östra Frankrike. Kommunen ligger  i kantonen Viriat som ligger i arrondissementet Bourg-en-Bresse. Kommunens areal är 10,21 km². År 2022 hade Buellas 1 884 invånare.

## Befolkningsutveckling
Antalet invånare i kommunen Buellas
Referens: INSEE